# قيثارة (اليونان القديمة)

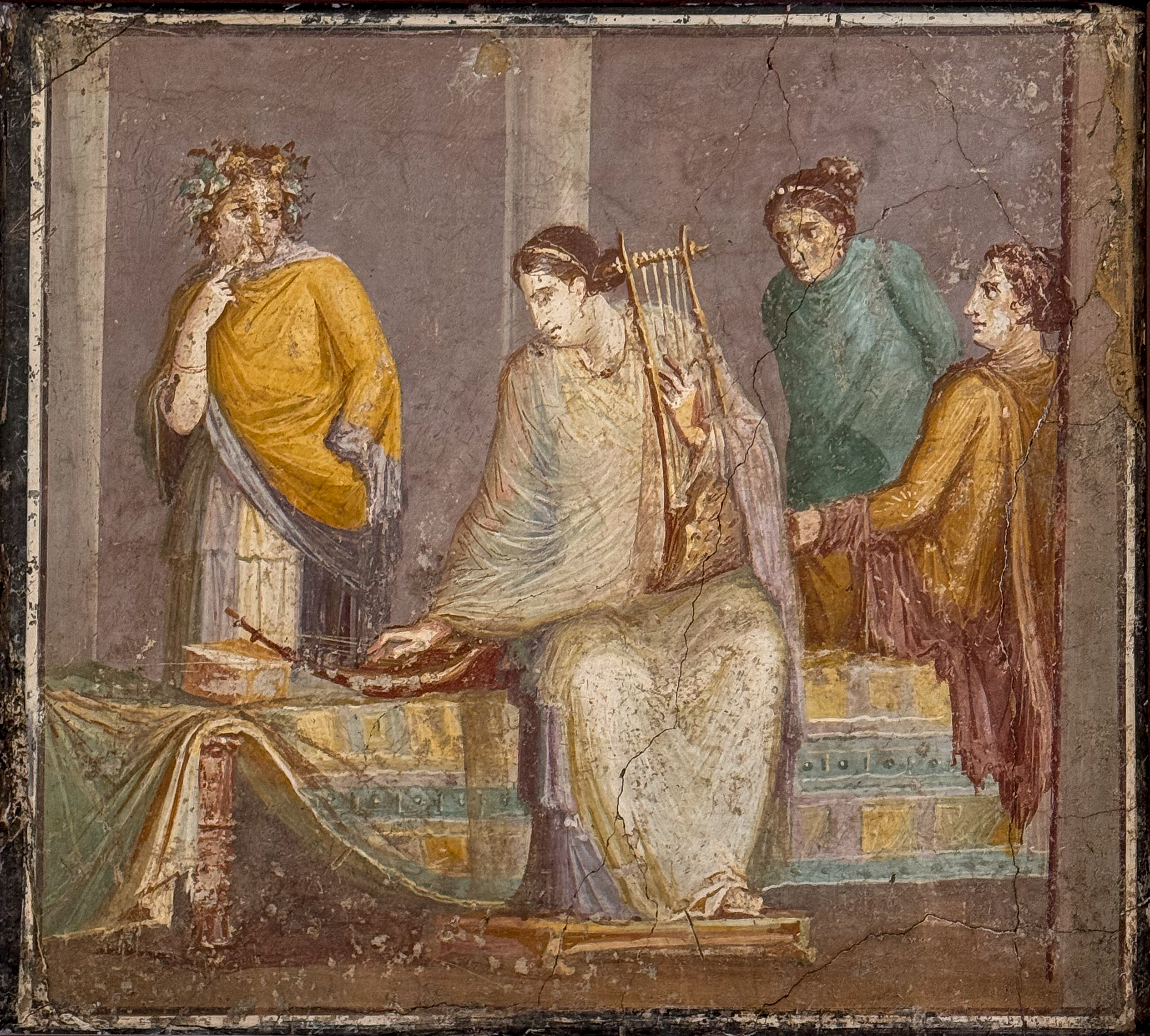
امرأة تحمل قيثارة (يمين) سمبوكا (آلة موسيقية) (يسار). صورة جصية رومانية من بومبي، تعود إلى القرن الأول الميلادي (متحف نابولي الوطني للآثار).

القيثارة (باليونانية: κιθάρα، نقحرة: كيثارا)‏ هي آلة موسيقية يونانية قديمة تنتمي إلى عائلة الكِنَّارِيَّات [الإنجليزية]. لقد كانت نسخة احترافية من الكِنَّارَة ذات سبعة أوتار، والتي كانت تعتبر أداة ريفية أو شعبية، مناسبة لتعليم الموسيقى للمبتدئين. على عكس الكنارة الأبسط، استخدم الموسيقيين اليونانيين المحترفين القيثارة في المقام الأول. في اليونانية الحديثة، أصبحت كلمة κιθάρα تعني "قيثارة" بالمعنى الحديث (Guitar)، والاسم العربي "قيثارة" مشتق تأثيليًا من الاسم اليوناني.